# 6-я бронетанковая дивизия (США)
6-я бронетанковая дивизия (англ. 6th Armored Division) — тактическое соединение Армии США, действовавшее в периоды 1942—1945 и 1950—1956 гг.

## История

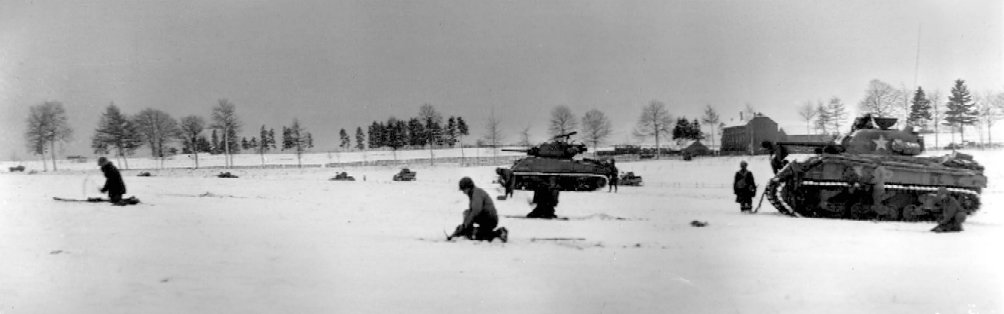
Члены 44-й бронетанковой пехоты при поддержке танков 6-й бронетанковой дивизии атакуют немецкие войска, окружающие Бастонь. 31 декабря 1944 г.

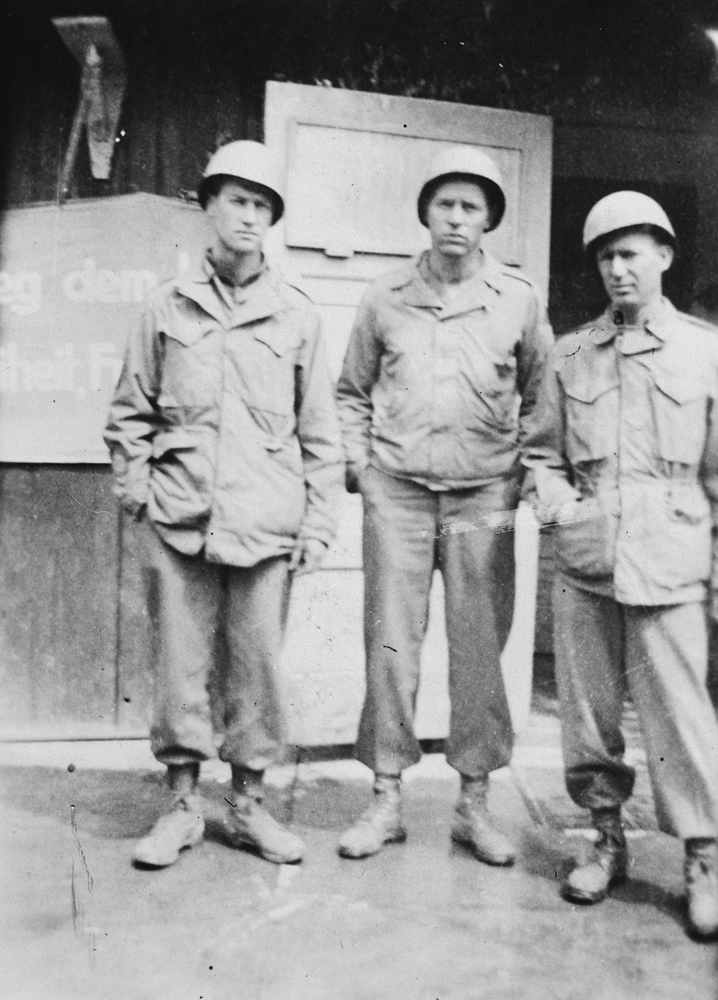
Трое американских солдат 6-й бронетанковой дивизии позируют перед зданием концлагеря Бухенвальд.

Дивизия была создана 15 февраля 1942 года в Форт-Ноксе, сформирована из состава 2-й бронетанковой дивизии. Затем дивизия участвовала в манёврах VIII корпуса Луизианы с 25 августа 1942 года, а затем вернулась в Кэмп-Чаффи 21 сентября 1942 года. Затем 6-я бронетанковая дивизия переехала в Кэмп-Кук, чтобы продолжить обучение, где она была реорганизована, потеряв свою «тяжёлую» организацию из двух бронетанковых и одного моторизованного полков в пользу «лёгкой» организации из трёх танковых и трёх моторизованных батальонов. Генерал-майор Роберт В. Гроу принял на себя командование дивизией в Кэмп-Куке, штат Калифорния, в мае 1943 года и командовал дивизией на протяжении всей войны до 30 июля 1945 года. Затем 6-я бронетанковая дивизия прибыла в Кэмп-Шанксе, штат Нью-Йорк, 3 февраля 1944 года, покинула Нью-Йорк 11 февраля 1944 года и прибыла в Англию 23 февраля 1944 года.
После продолжения обучения в Англии, 6-я бронетанковая дивизия высадилась на пляже Юта в Нормандии 19 июля 1944 года, на полуострове Котантен для участия в Нормандской кампании.

#### Потери и раненые
- Общие боевые потери: 4670[3]
- Убито в бою: 833[3]
- Ранены в бою: 3 667[3]
- Пропавших без вести: 88[3]
- Военнопленный: 83[3]

#### Состав
Дивизия состояла из следующих частей:
- Штаб (Headquarters)
- Штабная рота (Headquarters Company)
- Боевое командование «Эй» (Combat Command A)
- Боевое командование «Би» (Combat Command B)
- Резервное боевое командование (Combat Command Reserve)
- 15-й танковый батальон (15th Tank Battalion)
- 68-й танковый батальон (68th Tank Battalion)
- 69-й танковый батальон (69th Tank Battalion)
- 9-й моторизованный батальон (9th Armored Infantry Battalion)
- 44-й моторизованный батальон (44th Armored Infantry Battalion)
- 50-й моторизованный батальон (50th Armored Infantry Battalion)
- Артиллерийское командование (6th Armored Division Artillery)
  - Штаб и штабная батарея управления (Headquarters and Headquarters Battery)
  - 128-й артиллерийский дивизион (128th Armored Field Artillery Battalion)
  - 212-й артиллерийский дивизион (212th Armored Field Artillery Battalion)
  - 231-й артиллерийский дивизион (231st Armored Field Artillery Battalion)
- 86-й разведывательный батальон (86th Cavalry Reconnaissance Squadron (Mechanized))
- 25-й инженерный батальон (25th Armored Engineer Battalion)
- 146-я рота связи (146th Armored Signal Company)
- Командование МТО (6th Armored Division Trains)
  - Штаб и штабная рота (Headquarters and Headquarters Company)
  - 128-й батальон технического обслуживания (128th Ordnance Maintenance Battalion)
  - 76-й медицинский батальон (76th Armored Medical Battalion)
  - Взвод военной полиции (Military Police Platoon)
  - Оркестр (Band)

## Командиры
Командиры дивизии:
- 22.02.1944 - 30.04.1945 — Роберт У. Гроу, генерал-майорс
- 30.04.1945 — Джордж У. Рид, младший, бригадный генерал

Помощник командира дивизии:
- с 24.02.1944 — Джордж У. Рид, младший, бригадный генерал

Командующий дивизионной артиллерией:
- с 22.02.1944 — Лоуэлл М. Райли, полковник
- с 16.07.1944 — Уильям Р. Джесси, подполковник
- с 14.09.1944 — Лоуэлл М. Райли, полковник

Начальник штаба:
- 1942 — Родерик Р. АЛЛЕН, полковник
- с 22.02.1944 — Глен К. МакБридж, полковник

Помощник начальника штаба по личному составу:
- с 22.02.1944 — Джеймс С. Монкриф, мл, подполковник

Помощник начальника штаба по разведке:
- с 22.02.1944 — Эрнес У. Митчелл, мл, майор, с 01.05.1945 подполковник

Помощник начальника штаба по оперативным вопросам:
- с 22.02.1944 — Мишел Дж. Галвин, подполковник

Помощник начальника штаба по тылу:
- с 22.02.1944 — Джеймс К. Боггз, подполковник

Помощник начальника штаба по военной администрации:
- с 12.05.1944 — Уолтер К. Боумен, майор
- с 27.07.1944 — Ройск С. Везенбергег, капитан, с 01.11.1944 майор

Адъютант-генерал:
- с 22.02.1944 — Джордж У. Мур, мл, майор, с 01.05.1944 подполковник

Командир Боевой группы «А»:
- с 22.02.1944 — Джеймс Тейлор, бригадный генерал
- с 30.08.1944 — Гарри Ф. Хэнсон, полковник
- с 08.11.1944 — Джон Л. Хайнс, мл, полковник
- с 25.03.1945 — Альберт Е. Харрис, полковник

Командир Боевой группы «Б»:
- с 22.02.1944 — Джордж У. Рид, мл, полковник
- с 24.02.1945 — Гарри Ф. Мэнсон, полковник
- с 18.04.1945 — Эмби Д. Лэгрю, подполковник

Командир Боевой группы «Р»:
- 22.02.1944 – 30.08.1944 — Гарри Ф. Хэнсо, полковник
- с 30.08.1944 — Альберт Е. Харрис, подполковник, с 27.01.1945 полковник
- 25.03.1945 – 18.04.1945 — Эмби Д. Лэгрю, подполковник
- с 18.04.1945 — Ральф Х. МакКи, подполковник

## Награды
- Медаль Почета (Medal of Honor) — 1 чел.
- Крест «За выдающиеся заслуги» (Distinguished Service Cross) — 24 чел.
- Медаль Министерства обороны за выдающуюся службу (Distinguished Service Medal) — 3 чел.
- Орден «Легион почёта» (Legion of Merit) — 23 чел.
- Серебряная звезда (Silver Star) — 807 чел.
- Солдатская медаль (Soldiers Medal) — 24 чел.
- Бронзовая звезда (Bronze Star) —	6406 чел.
- Воздушная Медаль (Air Medal) — 105 чел.
- Крест летных заслуг (Distinguished Flying Cross) — 1 чел.